# Liste der Naturdenkmale in Münster-Mitte
Die Liste der Naturdenkmale in Münster-Mitte enthält die im Stadtbezirk Mitte der kreisfreien Stadt Münster in Nordrhein-Westfalen gelegenen Naturdenkmale.

## Liste der Naturdenkmale

### Tabellenlegende
U = Stammumfang in 1,5 m Höhe;
H = Höhe;
K = Kronendurchmesser;
L = Länge;
B = Breite

### Tabelle
| Nr.      | Bezeichnung                                               | Kurzbeschreibung | Stadtteil       | Lage                                                                                               | Bild | Anmerkungen |
| -------- | --------------------------------------------------------- | --- | --------------- | -------------------------------------------------------------------------------------------------- | ---- | --- |
| 001      | 1 Hecke                                                   | freiwachsend mit Kopfbäumen | Rumphorst       | Telemannstr., parallel dazu auf gesamter Länge. ⊙                                                  |      | |
| 002      | 1 Stieleiche                                              | U = 3,78 m; H = 20,0 m; K = 20,0 m | Rumphorst       | Rumphorstweg, in Verlängerung der Telemannstraße. ⊙                                                |      | |
| 003      | 1 Esche                                                   | U = 3,90 m; H = 21,5 m; K = 16,5 m | Rumphorst       | Kanalstr. 240/242 (Landwirtschaftskammer), südlich der Zufahrt an Gräfte. ⊙                        |      | |
| 004      | 4 Stieleichen                                             | U = 3, 25-5,20 m; H = 25,5–31,5 m; K = 19,5–25,0 m. 1 Findling L = 1,86 m; B = 1,52 m; H = 0,67 m | Uppenberg       | im Marienthalwäldchen. ⊙                                                                           |      | |
| 005      | 1 Baumgruppe: 11 Stieleichen, 1 Linde, 2 Hainbuchen       | Stieleichen U = 1,57–2,96 m; H = 21,0–26,5 m; K = 9,0–20,0 m. Linde U = 2,13 m; H = 21,0 m; K = 13,5 m. Hainbuchen U = 1,89–2,11 m; H = 18,0 m; K = 14,5–16,0 m                                                                                            | Uppenberg       | Salzmannstr., an der Stichstraße gegenüber dem Osteingang zum Westfälischen Landeskrankenhaus. ⊙   |      | |
| 006      | 1 Rosskastanie                                            | U = 3,24 m; H = 23,5 m; K = 17,5 m | Uppenberg       | Steinfurter Str. 104 (Whs. Schützenhof), im Hof. ⊙                                                 |      | |
| 007      | 1 Stieleiche                                              | U = 3,97 m; H = 26,0 m; K = 24,5 m | Neutor          | Grevener Str. 67, nördlich der Zufahrt. ⊙                                                          |      | |
| 008      | 1 Stieleiche                                              | U = 3,63 m; H = 25,0 m; K = 19,0 m | Neutor          | Grevener Str. 67, südlich der Zufahrt. ⊙                                                           |      | |
| 009      | 1 Linde                                                   | U = 2,81 m; H = 21,0 m; K = 18,5 m | Mauritz-Mitte   | ehem. Haus Mauritzheide, in der Weide (nördlich). ⊙                                                |      | |
| 010      | 1 Baumbestand                                             | (naturnah) | Mauritz-Mitte   | ehem. Haus Mauritzheide, auf der Gräfteninsel. ⊙                                                   |      | |
| 011      | 6 Eiben                                                   | U = 1,56–2,25 m; H = 10,5–12,0 m; K = 8,0–11,0 m | Mauritz-Mitte   | ehem. Haus Mauritzheide, ehemalige Gartenanlage südlich der Gräfte. ⊙                              |      | |
| 012      | 1 Linde                                                   | U = 3,52 m; H = 22,0 m; K = 21,0 m | Mauritz-Mitte   | ehem. Haus Mauritzheide, in der Weide (südlich). ⊙                                                 |      | |
| 013      | 1 Platane, 1 Stechpalme (2-stämmig)                       | Platane U = 3,96; H = 29,0 m; K = 31,5 m. Stechpalme U = 0,81/0,89 m; H = 14,5 m; K = 8,0 m | Mauritz-Mitte   | ehem. Haus Mauritzheide, im ehemaligen Park. ⊙                                                     |      | |
| 014      | 1 Baumgruppe:                                             | 2 Stechpalmen U = 1,13/1,14 m; H = 15,0/16,0 m K = 10,0 m (gemeinsam). 2 Platanen U = 3,80/3,95 m; H = 31,5 m; K = 36,5 m (gemeinsam). 1 Rotbuche U = 3,60 m; H = 22,0 m; K = 21,0 m                                                                       | Mauritz-Mitte   | ehem. Haus Mauritzheide, im ehemaligen Park. ⊙                                                     |      | |
| 015      | 1 Platane                                                 | U = 3,30 m; H = 23,5 m; K = 29,5 m | Kreuz           | Kreuzkirche Hoyastr., in der Grünanlage.                                                           |      | |
| 016      | 1 Rosskastanie                                            | U = 3,80 m; H = 24,0 m; K = 21,0 m | Kreuz           | Lazarettstr., am Eingang zum “Lazarettbunker”. ⊙                                                   |      | |
| 017      | 2 Platanen                                                | U = 3,23/3,79 m; H = 27,0 m; K = 23,0/22,0 m | Kreuz           | Lazarettstr., im Graben. ⊙                                                                         |      | |
| 018      | 1 Stechpalme                                              | U = 1,30 m; H = 8,5 m; K = 7,0 m | Kreuz           | Ecke Lazarettstr./Heerdestr. ⊙                                                                     |      | |
| 019      | 3 Linden                                                  | U = 2,78–4,28 m; H = 28,5–29,5 m; K = 15,5–23,5 m | Kreuz           | Ecke Münzstr./Neutor, am Denkmal in der Promenade. ⊙                                               |      | |
| 020      | 1 Trompetenbaum, 1 Zürgelbaum, 1 Flügelnuss (mehrstämmig) | Trompetenbaum U = 2,70 m; H = 18,5 m; K = 13,5 m. Zürgelbaum U = 3,20 m; H = 17,0 m; K = 25,5 m. Flügelnuss Hauptstamm: U = 3,18 m; H = 22,0; K = 25,0 m                                                                                                   | Kreuz           | Kreuzschanze, an der Südost-Seite. ⊙                                                               |      | |
| 021      | 1 Rotbuche                                                | U = 3,98 m; H = 28,0 m; K = 24,5 m | Kreuz           | Kreuzschanze, Ostseite, an der Böschungsschulter.                                                  |      | |
| 022      | 1 Fächerblattbaum                                         | U = 2,24 m; H = 23,5 m; K = 12,0 m | Kreuz           | in der Promenade, östlich “Am Kreuztor”. ⊙                                                         |      | |
| 023      | 1 Platane                                                 | U = 4,20 m; H = 32,0 m; K = 23,5 m | Kreuz           | Rudolf-von-Langen-Str. 15, im Garten. ⊙                                                            |      | |
| 024      | 2 Blutbuchen                                              | U = 3,34/4,34 m; H = 25,0 m; K = 22,5/23,0 m | Kreuz           | Rudolf-von-Langen-Str. 26, im Garten. ⊙                                                            |      | |
| 025      | 1 Silberahorn                                             | U = 3,23 m, H = 18,5 m; K = 18,5 m | Kreuz           | vor Coerdeplatz 12, im Bürgersteig.                                                                |      | |
| 027      | 1 Rosskastanie                                            | U = 3,71 m; H = 23,0 m; K = 19,0 m | Buddenturm      | Coerdeplatz/Ecke Breul, in der Grünanlage. ⊙                                                       |      | |
| 028      | 1 Silberahorn, 1 Platane                                  | Silberahorn U = 4,48 m; H = 25,0 m; K = 15,0 m. Platane U = 4,45 m; H = 28,5 m; K = 25,0 m | Buddenturm      | Breul, am Beginn des Aa-Uferweges. ⊙                                                               |      | |
| 030      | 1 Platane                                                 | U = 3,82 m; H = 30,0 m; K = 26,5 m | Schlachthof     | Enkingweg 9, im Vorgarten.                                                                         |      | |
| 031      | 2 Linden, 1 Rosskastanie                                  | Linden U = 2,80/2,97 m; H = 24,0/23,0 m; K = 17,5 m. Rosskastanie U = 3,03 m; H = 17,0 m; K = 18,0 m | Mauritz-Mitte   | Ostmarkstr. 9, im Garten. ⊙                                                                        |      | |
| 032      | 1 Findling                                                | L = 1,41 m; B = 0,99 m; H = 0,46 m | Mauritz-Mitte   | Wiener Str., auf dem Spielplatz. ⊙                                                                 |      | |
| 033      | 2 Rosskastanien                                           | U = 2,15/3,34 m; H = 22,0 m; K = 20,0 m (gemeinsam) | Mauritz-Mitte   | Ostmarkstr. 93, im Hof. ⊙                                                                          |      | |
| 034      | 1 Zerreiche                                               | U = 1,97 m; H = 17,0 m; K = 13,5 m | Mauritz-Mitte   | Moselstr. 14, im Bürgersteig. ⊙                                                                    |      | |
| 035      | 2 Stieleichen                                             | U = 2,32/2,72 m; H = 12,0/18,5 m; K = 18,5/19,5 m | Mauritz-Mitte   | Moselstr./Ecke Warendorfer Str. ⊙                                                                  |      | |
| 036      | 1 Stieleiche                                              | U = 2,77 m; H = 20,5 m; K = 18,0 m | Mauritz-Mitte   | Warendorfer Str. 205, im Vorgarten. ⊙                                                              |      | |
| 037      | 1 Silberahorn                                             | U = 3,00 m; H = 21,5 m; K = 19,5 m | Mauritz-Mitte   | Burchardstr. 16, im Vorgarten.                                                                     |      | |
| 039      | 1 Trompetenbaum                                           | U = 2,81 m; H = 9,0 m; K = 10,5 m | Schlachthof     | Hörster Platz, an der Bushaltestelle. ⊙                                                            |      | |
| 041      | 3 Rosskastanien                                           | U = 3,03–3,37 m; H = 17,5–23,5 m; K = 16,5–18,0 m | Schlachthof     | Ecke Fürstenbergstr./ Hörsterstr., gegenüber dem Staatsarchiv. ⊙                                   |      | |
| 042      | 2 Platanen                                                | U = 3,69/3,86 m; H = 31,0 m; K = 33,0 m (gemeinsam) | Martini         | Stadttheater, im Hof. ⊙                                                                            |      | |
| 043      | 1 Baumgruppe:                                             | 1 Ulme U = 5,51 m; H = 30,0 m; K = 16,0 m. 1 Platane U = 4,80 m; H = 35,0 m; K = 24,5 m. 1 Rotbuche U = 2,80 m; H = 27,0 m; K = 17,0 m. 1 Blutbuche U = 2,85 m; H =25,0 m; K = 15,0 m. 2 Rosskastanien U = 2,31/2,65 m; H = 21,0 m; K = 17,5 m (gemeinsam) | Martini         | Neubrückenstr. 58, im Park. ⊙                                                                      |      | |
| 045      | 1 Rosskastanie                                            | U = 4,75 m; H = 23,0 m; K = 23,5 m | Buddenturm      | Ecke Bergstr./Am Kreuztor, im Garten des Volkeningheimes. ⊙                                        |      | |
| 046      | 1 Maulbeerbaum                                            | U = 3,34 m; H = 12,0 m; K = 12,5 m | Buddenturm      | Jüdefelderstr. 58, im Hof. ⊙                                                                       |      | |
| 048      | 2 Stieleichen                                             | U = 3,50/4,08 m; H = 28,5/27,0 m; K = 24,5/21,5 m; | Schloss         | im Schlossgarten, um den Musikpavillon. ⊙                                                          |      | |
| 049      | 1 Platane                                                 | U = 4,30 m; H = 34,0 m; K = 27,5 m | Schloss         | im Botanischen Garten (Schloss). ⊙                                                                 |      | |
| 050      | 1 Blutbuche                                               | U = 5,34 m; H =30,5 m; K = 32,0 m | Schloss         | im Botanischen Garten (Schloss), am Teich. ⊙                                                       |      | |
| 051      | 2 Rotbuchen                                               | U = 3,45/4,10 m; H = 33,0/37,0 m; K = 17,0/21,5 m | Schloss         | im Schlossgarten, am Westhang des Schlossgrabens. ⊙                                                |      | |
| 052      | 1 Haselbastard (mehrstämmig)                              | Hauptstamm: U = 3,55 m; H = 11,5 m; K = 18,5 m | Schloss         | im Botanischen Garten, am Botanischen Institut. ⊙                                                  |      | |
| 053      | 1 Katsurabaum (mehrstämmig)                               | Hauptstamm: U = 2,62 m; H = 14,5 m; K = 24,0 m | Schloss         | im Botanischen Garten, südlich des Eingangs. ⊙                                                     |      | |
| 054      | 1 Platane, 1 Fächerblattbaum                              | Platane U = 5,05 m; H = 36,5 m; K = 38,0 m. Fächerblattbaum U = 2,68 m; H = 23,5 m; K = 16,0 m | Schloss         | im Schlossgarten, an der Freitreppe an der Rückseite des Schlosses. ⊙                              |      | |
| 055      | 1 Efeu an Ulme (abgestorben)                              | U = 1,07 m; H = 18,0 m | Schloss         | im Schlossgarten, am Wegekreuz zum Botanischen Institut. ⊙                                         |      | Stand 2001 in Verordnung enthalten. Laut Luftaufnahmen zwischen 2001 und 2005 gefällt. 2020 laut Umweltkataster kein ND mehr. |
| 056      | 1 Allee: 10 Linden                                        | U = 2,14–3,51 m; H = 22,0–33,0 m; K = 12,0–24,0 m | Schloss         | im Schlossgarten, von der Hüfferstr. zum Schloss. ⊙                                                |      | |
| 057      | 1 Sommerlinde                                             | U = 3,55 m; H = 28,5 m; K = 17,0 m | Schloss         | im Schlossgarten, Südost-Ecke. ⊙                                                                   |      | |
| 058      | 1 Fächerblattbaum                                         | U = 3,10 m; H = 20,0 m; K = 18,0 m | Schloss         | Grünanlagen Schlossplatz, gegenüber dem Landgericht. ⊙                                             |      | |
| 059      | 1 Geweihbaum                                              | U = 2,61 m; H = 21,0 m; K = 18,0 m | Schloss         | Schlossplatz, am südlichen Kavalliershäuschen. ⊙                                                   |      | Stand 2001 in Verordnung enthalten. Laut Luftaufnahmen zwischen 2001 und 2005 gefällt. 2020 laut Umweltkataster kein ND mehr. |
| 060      | 1 Rosskastanie                                            | U = 3,55 m; H = 17,0 m; K = 17,0 m | Überwasser      | Bäckergasse/Ecke Hindenburgplatz. ⊙                                                                |      | |
| 061      | 1 Platane                                                 | U = 5,10 m; H = 31,0 m; K = 28,0 m | Überwasser      | Bäckergasse 25, im Garten. ⊙                                                                       |      | |
| 062      | 1 Hängebuche                                              | U = 3,69 m; H = 17,5 m; K = 17,5 m | Überwasser      | zwischen juristischer Fakultät und Aa. ⊙                                                           |      | |
| 063      | 1 Judasbaum                                               | U = 2,47 m; H = 11,5 m; K = 9,0 m | Überwasser      | Jesuitengang, an der Treppe auf dem Terrassenvorsprung. ⊙                                          |      | |
| 064      | 1 Urweltmammutbaum                                        | U = 3,03 m; H = 21,5 m; K = 11,5 m | Überwasser      | Pferdegasse, vor dem Fürstenberghaus. ⊙                                                            |      | |
| 066      | 1 Platane, 1 Rosskastanie, 1 Esche, 1 Rotbuche            | Platane U = 4,41 m; H = 30,0 m; K = 26,5 m. Rosskastanie U = 3,13 m; H = 29,0 m; K = 13,5 m. Esche U = 3,02 m; H = 32,0 m; K = 18,5 m. Rotbuche U = 2,93 m; H = 32,0 m; K = 19,5 m                                                                         | Überwasser      | Bischöfliches Palais, im Park westlich der Aa. ⊙                                                   |      | |
| 067      | 1 Platane                                                 | U = 4,05 m; H = 18,5 m; K = 16,5 m | Überwasser      | An der Ost-Seite der Überwasserkirche im Bürgersteig. ⊙                                            |      | |
| 069      | 3 Platanen, 1 Blutbuche                                   | Platanen U = 3,65–5,50 m; H = 34,5 m; K = 24,0–29,5 m. Blutbuche U = 3,20 m; H = 25,5 m; K = 22,0 m | Bahnhof         | Fürstenbergstr./Ecke Mauritztor. ⊙                                                                 |      | |
| 070      | 1 Bergahorn                                               | U = 2,90 m; H = 21,5 m; K = 17,0 m | Bahnhof         | Mauritztor, Westseite des alten Torhauses. ⊙                                                       |      | |
| 071      | 1 Platane                                                 | U = 4,55 m; H = 32,5 m; K = 28,5 m | Bahnhof         | Friedrichstr. 5, im Vorgarten. ⊙                                                                   |      | |
| 072      | 1 Fächerblattbaum                                         | U = 3,08 m; H = 18,0 m; K = 13,0 m | Mauritz-West    | Warendorfer Str. 25 (Landschaftsverband), im Innenhof. ⊙                                           |      | |
| 073      | 1 Hängeblutbuche                                          | U = 2,48 m; H = 16,0 m; K = 20,0 m | Mauritz-West    | vor Warendorfer Str. 26/28, im Rasen. ⊙                                                            |      | |
| 074      | 1 Blutbuche, 3 Rosskastanien                              | Blutbuche U = 5,05 m; H = 23,0 m; K = 26,0 m. Rosskastanien U = 3,15–5,32 m; H = 17,5–24,0 m; K = 15,5–23,0 m | Mauritz-West    | Warendorfer Str., in der Grünanlage vor der Post. ⊙                                                |      | |
| 075      | 1 Esskastanie                                             | U = 2,81 m; H = 19,0 m; K = 17,5 m | Mauritz-West    | am Hohenzollernring, in der Grünanlage zwischen Oststr. und Mauritz-Steinpfad. ⊙                   |      | |
| 076      | 1 Linde                                                   | U = 3,18 m; H = 23,0 m; K = 22,0 m | Mauritz-Mitte   | in der Grünanlage zwischen Hohenzollernring und St. Mauritz-Kirche, im Rasen an der Wegebiegung. ⊙ |      | |
| 077      | 1 Teich mit Insel (Dechaneischanze)                       | L = 92,0 m; B = 40,0 m (max.) | Mauritz-Mitte   | Dechaneischanze. ⊙                                                                                 |      | |
| 078      | 1 Platane                                                 | U = 3,85 m; H = 27,5 m; K = 30,0 m | Mauritz-Mitte   | Dechaneischanze, an der Eugen-Müller-Str. ⊙                                                        |      | |
| 079      | 1 Blutbuche                                               | U = 3,36 m; H = 21,0 m; K = 23,0 m | Mauritz-West    | Lortzingstr. 2, im Garten. ⊙                                                                       |      | |
| 081      | 1 Pyramideneiche                                          | U = 2,18 m; H = 20,5 m; K =9,0 m | Mauritz-West    | vor Gutenbergstr. 17 (Polizei). ⊙                                                                  |      | 2013 gefällt. Laut Umweltkataster 2020 noch ND.                                                                               |
| 082      | 1 Platane                                                 | U = 3,18 m; H = 19,0 m; K = 20,0 m | Herz-Jesu       | vor Wolbecker Str. 137, im Parkstreifen. ⊙                                                         |      | |
| 083      | 1 Eibe (2-stämmig)                                        | U = 0,90/2,36 m; H = 13,0 m; K = 13,0 m | Bahnhof         | Servatiiplatz, im Rasen. ⊙                                                                         |      | |
| 084      | 1 Baumgruppe                                              | 2 Rosskastanien U = 2,62/3,30 m; H = 19,5/24,0 m; K = 14,0/16,5 m. 1 Blutbuche U = 2,75 m; H = 24,0 m; K = 16,5 m. 1 Hängebuche U = 1,55 m; H = 14,5 m; K = 10,0 m                                                                                         | Dom             | Ecke Windthorststr./Stubengasse. ⊙                                                                 |      | |
| 085      | 1 Rosskastanie, 2 Platanen                                | Rosskastanie U = 3,36 m; H = 22,5 m; K = 22,5 m. Platanen U = 3,29/4,52 m; H = 21,5/32,0 m; K = 28,5/39,5 m | Dom             | Marienplatz, um die Mariensäule. ⊙                                                                 |      | |
| 086      | 1 Platane                                                 | U = 6,08 m; H = 30,5 m; K = 22,0 m | Aegidii         | Königsstr. 39 (Commerzbank), im Hof. ⊙                                                             |      | |
| 087      | 2 Rosskastanien                                           | U = 2,36/3,49 m; H = 24,0 m; K = 24,5 m (gemeinsam) | Aegidii         | Krumme Str. 5–7, in der Grünanlage. ⊙                                                              |      | |
| 088      | 1 Rosskastanie                                            | U = 3,57 m; H = 26,0 m; K = 18,5 m | Aegidii         | zwischen Krumme Str. und Königsstr., im Parkplatz. ⊙                                               |      | |
| 089      | 1 Rosskastanie, 2 Platanen                                | Rosskastanie U = 3,50 m; H = 25,5 m; K = 18,5 m. Platanen U = 3,69/3,86 m; H = 29,5 m; K = 26,5/27,0 m | Überwasser      | Georgskommende 19, im Vorgarten bzw. Garten. ⊙                                                     |      | |
| 090      | 3 Platanen                                                | U = 3,25–3,62 m; H = 27,0–31,5 m; K = 17,5–29,5 m | Schloss         | Badestr., im Park südwestlich des Landgerichts. ⊙                                                  |      | |
| 091      | 1 Platane                                                 | U = 4,49 m; H = 32,0 m; K = 36,5 m | Schloss         | Amtsgericht, in der Grünanlage zur Promenade. ⊙                                                    |      | |
| 093      | 1 Blutbuche                                               | U = 3,20 m; H = 23,5 m; K = 20,5 m | Schloss         | Hüfferstr., östlicher Baum gegenüber dem Mineralogischen Institut. ⊙                               |      | |
| 094      | 1 Blutbuche                                               | U = 3,45 m; H = 26,5 m; K = 22,5 m | Schloss         | Hüfferstr., westlicher Baum gegenüber dem Mineralogischen Institut. ⊙                              |      | |
| 095      | 1 Rosskastanie                                            | U = 3,32 m; H = 20,5 m; K = 21,0 m | Schloss         | Hüfferstr., vor Mineralogischem Institut im Vorgarten. ⊙                                           |      | |
| 096      | 1 Baumhasel                                               | U = 2,90 m; H = 18,5 m; K = 19,0 m | Schloss         | Naturkundemuseum, 50 m nördlich in der Grünanlage “Alter Zoo”. ⊙                                   |      | |
| 097      | 2 Hängebuchen (Zwillingsbuchen)                           | U = 2,05/2,28 m; H = 18,5 m; K = 22,5 m (gemeinsam) | Schloss         | Zentralfriedhof, 30 m östlich der Kapelle. ⊙                                                       |      | |
| 098      | 1 Platane                                                 | U = 3,81 m; H = 29,0 m; K = 25,0 m | Schloss         | Badestr., vor dem Stadtbad Mitte. ⊙                                                                |      | |
| 099      | 3 Rotbuchen                                               | U = 3,66–4,79 m; H = 23,5–25,0 m; K = 15,5–24,0 m | Schloss         | im Hang zwischen Promenade und Philosophenweg, am Austritt der Aa aus dem Aasee. ⊙                 |      | |
| 101      | 1 Rotbuche                                                | U = 4,17 m; H = 29,0 m; K = 20,0 m | Schloss         | im Hang unterhalb der Promenade, südlich Turnierplatz. ⊙                                           |      | |
| 3-2.3.17 | 1 Rotbuche                                                | U = 4,17 m H = 29,00 m K = 20,00 m | Münster         | südlich des Turnierplatzes, im Hang unterhalb der Promenade.⊙                                      |      | vgl. ND 101. Auch im Landschaftsplan aufgenommen.                                                                             |
| 102      | 1 Platane                                                 | U = 3,96 m; H = 26,0 m; K = 29,5 m | Josef           | Nordufer Kanonengraben. ⊙                                                                          |      | |
| 103      | 1 Amerikanische Roteiche, 1 Platane                       | Amerik. Roteiche U = 3,40 m; H = 20,0 m; K = 26,5 m. Platane U = 3,40 m; H = 27,5 m; K = 21,5 m | Josef           | Ludgeriplatz, um Heldendenkmal. ⊙                                                                  |      | |
| 104      | 1 Linde, 1 Amerikanische Roteiche, 1 Stieleiche           | Linde U = 2,68 m; H = 21,0 m; K = 19,0 m. Amerikanische Roteiche U = 3,35 m; H = 21,5 m; K = 26,0 m (gemeinsam). Stieleiche U = 3,00 m; H = 21,5 m; K = 26,0 m (gemeinsam)                                                                                 | Josef           | im Ludgerikreisel. ⊙                                                                               |      | |
| 105      | 1 Rosskastanie                                            | U = 3,24 m; H = 21,0 m; K = 14,5 m | Bahnhof         | Schorlemerstr. 15, im Grünstreifen am Parkplatz. ⊙                                                 |      | |
| 106      | 1 Platane                                                 | U = 5,10 m; H = 31,5 m; K = 31,0 m | Bahnhof         | Engelenschanze. ⊙                                                                                  |      | |
| 107      | 1 Blutbuche                                               | U = 4,59 m; H = 28,0 m; K = 23,5 m | Bahnhof         | Engelenschanze. ⊙                                                                                  |      | Stand 2001 in Verordnung enthalten. Laut Luftaufnahmen zwischen 2001 und 2005 gefällt. 2020 laut Umweltkataster kein ND mehr. |
| 108      | 1 Eibe (2-stämmig)                                        | U = 0,66/2,22 m; H = 12,5 m; K = 15,5 m | Bahnhof         | Engelenschanze, in Verlängerung der Fußgängerbrücke, am Wegekreuz, Nordseite. ⊙                    |      | |
| 109      | 1 Blutbuche                                               | U = 4,50 m; H = 27,5 m; K = 35,0 m | Dom             | Klosterstr. 27, im Garten zur Promenade. ⊙                                                         |      | |
| 110      | 1 Platane, 1 Rosskastanie, 1 Blutbuche                    | Platane U = 3,95 m; H = 26,5 m; K = 26,0 m. Rosskastanie U = 3,39 m; H = 19,5 m; K = 18,0 m. Blutbuche U = 2,85 m; H = 24,0 m; K = 18,0 m | Dom             | Windthorststr. 26 (Lackmuseum). ⊙                                                                  |      | |
| 111      | 1 Platane                                                 | U = 3,35 m; H = 22,0 m; K = 21,5 m | Josef           | Stadthaus II, in der Aussparung des Parkhauses. ⊙                                                  |      | |
| 112      | 1 Stieleiche                                              | U = 4,05 m; H = 30,0 m; K = 23,5 m | Geist           | Hs. Sentmaring, im Park. ⊙                                                                         |      | |
| 113      | 1 Linde                                                   | U = 3,17 m; H = 27,0 m; K = 26,0 m | Geist           | Hs. Sentmaring, im Park. ⊙                                                                         |      | |
| 114      | 1 Pyramideneiche                                          | U = 2,75 m; H = 30,0 m; K = 17,0 m | Geist           | Hs. Sentmaring, im Park. ⊙                                                                         |      | |
| 115      | 1 Stieleiche, 1 Rotbuche                                  | Stieleiche U = 3,34 m; H = 28,5 m; K = 31,5 m. Rotbuche U = 4,74 m; H = 30,0 m; K = 24,0 m | Geist           | Hs. Sentmaring, im Park. ⊙                                                                         |      | |
| 116      | 1 Baumgruppe                                              | 1 Blutbuche U = 4,90 m; H = 28,0 m; K = 28,0 m. 2 Platanen U = 3,61/3,79 m; H = 35,0 m, K = 38,5 m (gemeinsam). 1 Hängebuche U = 2,93 m; H = 26,0 m; K = 19,5 m. 1 Platane U = 4,75 m; H = 35,0 m; K = 33,5 m                                              | Geist           | Hs. Sentmaring, im Park. ⊙                                                                         |      | |
| 117      | 1 Pferdemagnolie (mehrstämmig)                            | Hauptstamm: U = 0,60 m; H = 14,0 m; K = 13,0 m | Geist           | Hs. Sentmaring, im Park. ⊙                                                                         |      | |
| 118      | Rotbuche, Hängebuche, Stieleiche                          | Rotbuche mit 3-stämmigem Wurzelausläufer an oberirdischer Wurzel: = 5,15 m; H = 29,0 m; K = 32,5 m. Hängebuche U = 2,51 m; H = 18,5 m; K = 15,5 m. Stieleiche U = 4,37 m; H = 29,0 m; K = 29,5 m                                                           | Geist           | Hs. Sentmaring, im Park. ⊙                                                                         |      | |
| 119      | 1 Stieleiche                                              | U = 4,25 m; H = 29,0 m; K = 30,5 m | Geist           | Hs. Sentmaring, im Park. ⊙                                                                         |      | |
| 120      | 1 Rotbuche, 1 Rosskastanie                                | Rotbuche U = 4,88 m; H = 25,0 m; K = 21,0 m. Rosskastanie U = 3,03 m; H = 23,5 m; K = 17,0 m | Schützenhof     | Hammer Str., in der Grünanlage nördlich der Sebastiankirche. ⊙                                     |      | |
| 122      | 2 Teiche                                                  | L = 50,0 m; B = 40,0 m. L = 45,0 m; B = 10,0 m | Aaseestadt      | Grünanlage Canisiusweg. ⊙                                                                          |      | |
| 123      | 1 Schwarzpappel                                           | U = 5,25 m; H = 30,0 m; K = 19,0 m | Aaseestadt      | Weseler Str., gegenüber der Einmündung Franz-Hitze-Str. im Grünstreifen. ⊙                         |      | |
| 124      | 1 Baumgruppe: 13 Stieleichen                              | U = 1,97–3,43 m;H = 16,5–22,5 m; K = 11,5–19,5 m | Geist           | Kappenberger Damm, zwischen Inselbogen und Umgehungsstraße. ⊙                                      |      | |
| 125      | 1 Stieleiche                                              | U = 3,40 m; H = 20,5 m; K = 19,0 m | Geist           | Grüner Hang 20, im Vorgarten. ⊙                                                                    |      | |
| 126      | 1 Stieleiche                                              | U = 4,02 m; H = 25,0 m; K = 25,5 m | Geist           | gegenüber Grüner Hang 20, im Spielplatz. ⊙                                                         |      | |
| 127      | 1 Baumbestand einschl. 1 Blutbuche (freistehend)          | U = 4,09 m; H = 30,5 m; K = 21,0 m | Geist           | ”Gut Insel”, auf dem Hügel. ⊙                                                                      |      | |
| 128      | 1 Sumpfzypresse                                           | U = 2,77 m; H = 20,0 m; K = 8,5 m | Geist           | ”Gut Insel”, südwestlich des Hügels. ⊙                                                             |      | |
| 129      | 1 Baumreihe: 8 Zerreichen                                 | U = 1,85–2,60 m; H = 19,5–21,0 m; K = 15,5–20,0 m | Geist           | Saarbrücker Str., zwischen der Einmündung Habichtshöhe und der Umgehungsstraße. ⊙                  |      | |
| 130      | 1 Baumreihe: 26 Stieleichen                               | U = 1,99–3,41 m; H = 14,5–22,5 m; K = 11,0–24,0 m | Geist, Düesberg | zwischen Saarbrücker Str. und Buswende am Clemens-Hospital. ⊙                                      |      | |
| 131      | 2 Stieleichen                                             | U = 3,21/3,81 m; H = 21,0/27,0 m; K = 24,0/28,5 m | Düesberg        | Glatzer Weg 9, Gottfried-von-Cappenberg-Schule. ⊙                                                  |      | |
| 132      | 1 Baumgruppe: 6 Robinien                                  | U = 1,34–2,95 m; H = 26,0 m; K = 28,0 m (gemeinsam) | Düesberg        | Düesbergweg, nördlich der St. Gottfried-Kirche im Rasen. ⊙                                         |      | |
| 133      | 1 Baumreihe: 11 Stieleichen                               | U = 1,72–2,82 m; H = 19,0–25,0 m; K = 13,0–21,5 m | Düesberg        | Düesbergweg, westlich und nordwestlich der St. Gottfried-Kirche. ⊙                                 |      | |
| 135      | 4 Stieleichen                                             | U = 2,88–3,57 m; H = 16,5–23,0 m; K = 9,5–14,0 m | Düesberg        | Düesbergweg; 3 Bäume im Mittelstreifen, 1 Baum in der Verkehrsinsel vor dem Clemens-Hospital. ⊙    |      | Überreste des ehemaligen Gutshofes "Haus Geist". ND-Erstausweisung 1937                                                       |
| 136      | 1 Esche                                                   | U = 3,30 m; H = 27,5 m; K = 26,5 m | Schloss         | Hittorfstr. 13, im Garten. ⊙                                                                       |      | |
| 137      | 1 Bestand Efeu-Sommerwurz (Orobanche hedera)              | F = 78 qm | Josef           | Josefstr., östlich Haus Nr. 10. ⊙                                                                  |      | |
| 138      | 1 Stieleiche                                              | U = 4,05 m; H = 23,5 m; K = 21,0 m | Kreuz           | Ulrichstr. 7, im Garten. ⊙                                                                         |      | |
| 139      | 1 Platane (P. orientalis)                                 | U = 4,26 m | Schlachthof     | Hörster Platz, nordwestliche Ecke. ⊙                                                               |      | |
| 140      | 1 Platane                                                 | U = 4,04 m; H = 25,0 m; K = 29,0 m | Schlachthof     | Hörster Platz, gegenüber Goldstr. 4. ⊙                                                             |      | |
| 141      | 2 Hainbuchen                                              | U =3,05/2,60 m; H = 23,0 m; K = 23,5 m (gemeinsam) | Pluggendorf     | Weseler Str., am Ehrenmal südöstlich Ägidiitor. ⊙                                                  |      | |
| 142      | 1 Walnuss                                                 | U = 2,32 m; H = 17,5 m; K = 21,5 m | Schützenhof     | Dahlweg 66, im Schulhof Hermannschule, nördlich der Turnhalle. ⊙                                   |      | |
| 143      | 1 Stieleiche                                              | U = 3,70 m; H = 32,0 m; K = 22,5 m | Uppenberg       | LWL-Klinik im Park. ⊙                                                                              |      | Lage in öffentlich zugänglichem Park. (Formale Unterschutzstellung steht noch aus)                                            |
| 144      | 1 Blutbuche                                               | U = 3,40 m; H = 27,5 m; K = 22,5 m | Uppenberg       | LWL-Klinik im Park. ⊙                                                                              |      | Öffentlich zugänglicher Krankenhauspark. (Formale Unterschutzstellung steht noch aus)                                         |
| 145      | 1 Blutbuche                                               | U = 2,81 m; H = 21,0 m; K = 21,5 m | Uppenberg       | LWL-Klinik im Park. ⊙                                                                              |      | Öffentlich zugänglicher Krankenhauspark. (Formale Unterschutzstellung steht noch aus)                                         |
| 146      | 1 Schwarznuss                                             | U = 2,48 m; H = 26,0 m; K = 23,0 m | Uppenberg       | LWL-Klinik im Park. ⊙                                                                              |      | Öffentlich zugänglicher Krankenhauspark. (Formale Unterschutzstellung steht noch aus)                                         |
| 147      | 1 Tulpenbaum                                              | U = 3,34 m; H = 32,0 m; K = 23,5 m | Uppenberg       | LWL-Klinik im Park. ⊙                                                                              |      | Öffentlich zugänglicher Krankenhauspark. (Formale Unterschutzstellung steht noch aus)                                         |